# Klerikalizam
Klerikalizam ili klerikalstvo je politička i kulturna koncepcija koja se zalaže za snažan utjecaj crkve odnosno klera na državni, politički, kulturni i privatni život. S obzirom na to da u protestantskim crkvama (osim anglikanske) načelno ne postoji kler, a pravoslavne crkve rijetko ulaze u sukob s političkim vlastima, pojam klerikalizam vezan je gotovo isključivo uz katolicizam. 

## Nastajanje klerikalizma u 19. stoljeću
Klerikalizam se kao osmišljeni program i pokret,  nasuprot liberalnim koncepcijama 19. stoljeća, oblikuje među katolicima u Pruskoj u drugoj polovici 19. stoljeća. Povod je bio otpor nastojanjima kancelara Bismarcka da ograniči upliv Katoličke Crkve u Pruskoj i od 1871. u ujedinjenoj Njemačkoj Kulturkampf). Otuda se u obliku društvenog pokreta širi i u druge zemlje njemačkog govornog područja, a zatim i u Hrvatsku. 
Nakon enciklike pape Lava XIII Rerum novarum (u prijevodu: Nove stvari) iz 1891., katolički pokreti dobivaju novi poticaj za razvoj, znatno šireći područje svoga interesa. Ovom je enciklikom vrh Katoličke Crkve po prvi put proširio svoju pažnju s tradicionalnog duhovnog područja na socijalna, ekonomska, politička i kulturna pitanja, koja nameće drastična društvena preobrazba koju je donijelo 19. stoljeće (kapitalizam, liberalizam). Kod vjernika, kako klerika tako i laika, javljaju se težnje za aktivnim društvenim i političkim djelovanjem, koje nije više samo reakcija na ugrožen položaj i prava Crkve, nego teži za rješavanjem aktualnih društvenih problema na kršćanskim načelima.

## Klerikalizam i drugi katolički pokreti u 20. stoljeću
U 20. stoljeću klerikarizam dobiva osobitu snagu u Španjolskoj, Italiji i Latinskoj Americi. Svim katoličkim pokretima, koji se javljaju u raznim organizacijskim oblicima, zajednička je obrana stečenih prava Katoličke crkve pred naletima tadašnjih liberalnih političara koji zastupaju strogo odvajanje Crkve od države (sekularizacija). 
U okviru katoličkih pokreta razvijaju se raznolike klerikalne koncepcije. Česta je kritika kapitalizma, a pojavljuje se i koncepcija kršćanskog socijalizma. Uz liberale, čest objekt napada su masoni. Katolička hijerarhija redovno suzbija suviše vatrene kršćanske aktiviste, koji u socijalnim borbama idu predaleko i zaboravljaju posebni interes Crkve (npr. Pokret svećenika radnika u Francuskoj 1940-ih i 1950-ih godina, ili teologija oslobođenja u Latinskoj Americi od 1960-ih). Sve do Drugog vatikanskog koncila 1960-ih godina Crkva vrlo nevoljko prihvaća suvremenu političku demokraciju (a pogotovo težnje za širenjem demokratskog načela na socijalno i ekonomsko polje); koncepcija kršćanske demokracije razvijena je uglavnom u krugovima protestantskih vjernika. 
U borbi protiv razmaha radničkog pokreta i uspona radničkih stranaka (socijaldemokratskih i komunističkih), koje su još jače nego liberali, u svojoj doktrini antiklerikalni i skloni ateizmu, katolički kler i laički klerikalni aktivisti u Italiji usko surađuju s Mussolinijevim fašističkim pokretom i režimom, a zatim i s fašističkim režimima u Španjolskoj (Francisco Franco), Portugalu (Antonio de Oliveira Salazar) i Latinskoj Americi. Stoga se opravdano pojavio pojam klerofašizam. Liberalni i ljevičarski kritičari izjednačavali su svaki klerikalizam (pa čak i svako sudjelovanje aktivnih vjernika u politici) s klerofašizmom, što nije opravdano.

## Klerikalizam u Hrvatskoj i Sloveniji
Klerikalne koncepcije bile su prisutne u Hrvatskoj politici u 19. i 20. stoljeću u Hrvatskom katoličkom pokretu (1903. – 1945.) i Hrvatskoj pučkoj stranci (1919. – 1929.). Pokret je ostao marginalnog značaja; vodeći hrvatski političari (Ante Starčević, Stjepan Radić, Vladko Maček) bili su izrazito antiklerikalni (i Ante Pavelić je prema Katoličkoj Crkvi bio suzdržan jer, kao univerzalna, dolazi u sukob s nacionalnim načelom). Stjepan Radić je oblikovao sljedeće načelo: „Vjeruj u Boga, ali ne i u popa.” Također je poduprio osnivanje autohtone Hrvatske katoličke Crkve.
Jedno od najsveobuhvatnijih istraživanja klerikalizma u Hrvatskoj predstavio je hrvatski povjesničar Viktor Novak u trilogiji Magnum Crimen Magnum Tempus i Magnum Sacerdos.
U susjednoj Sloveniji, međutim, klerikalne su ideje imale ključni značaj u oblikovanju političke scene kroz Slovensku narodnu stranku, kojoj je na čelu bio svećenik Anton Korošec.
Danas se može govoriti o klerikalnim elementima u stavovima nekih, uglavnom marginalnih političara, ali ne i o pravom klerikalizmu kao dosljednoj koncepciji i pokretu.